# The Summit (film)
The Summit is een bergfilm van regisseur Nick Ryan uit het jaar 2012 over het klimdrama op de bergflanken van de K2. De film combineert originele filmbeelden in documentaire stijl met nagespeelde scènes. De Europese première was op 6 november 2013. In Nederland gaat de film op 8 februari 2014 in première tijdens het Dutch Mountain Film Festival.
De film gaat over de dodelijkste dag op de 8611 meter hoge Pakistaanse berg de K2. De Nederlandse expeditie leader Wilco van Rooijen beklimt zonder gebruik van extra zuurstof succesvol de top van deze berg, beter bekend als de 'killer mountain'. Tijdens de afdaling is hij getuige van een ware ramp. Hij verdwaald op de berg en is 3 dagen vermist.  Alle hoop werd opgegeven.